# Secret Combination
"Secret Combination" je pjesma s istoimenog albuma grčke pjevačice Kalomoire. Ta pjesma je predstavljala Grčku na Euroviziji 2008. i osvojila treće mjesto iza Rusije i Ukrajine. Pjesma je postala hit u cijeloj Europi, bila 1. u Grčkoj i na Cipru, a do top 40 je došla u Turskoj, Danskoj, Švedskoj i Finskoj, te postigla veliki rezultat digitalne prodaje. Ona je također poznata u Belgiji, Irskoj, Litvi, Velikoj Britaniji, pa čak i u Kanadi.

## Objava
Službeno je objavljena u medijima i na radio stanicama 6. veljače 2008. Nakon toga je pjesma postigla veliki uspjeh i prošla na nacionalni izbor. 27. veljače 2008. je pobijedila na nacionalnom natječaju i prošla na Euroviziju 2008.

## Eurovizija

### Nacionalno finale
Kalomoira se pojavila na pozornici u kratkom J-Lo dresu, u pratnji četiri muška plesača, dva koja su se pojavila s Helenom Paparizou u Kijevu na Euroviziji 2005. Na početku emisije, četiri plesača je drže na vrh, dok je ona polegnuta. Kasnije dolazi dolje, i počinje plesati s njima. Svaki od plesača ima slovo na majici i na kraju pjesme, oni stoje jedni pored drugih i tvore riječ "ljubav". Kalomoira je osvojila Nacionalno finale s 167.000 glasova i po prvi put mediji nisu posumnjali u rezultat odabira.

### Eurovizija 2008.
Kalomoira je pjevala 19. (zadnja) u prvom polufinalu 20. svibnja 2008. U finalu je pjevala nakon Azerbajdžana i prije Španjolske. Nakon glasovanja je završila na trećem mjestu iza Rusije i Ukrajine s 218 bodova. Pjesma je dobila 12 bodova iz Velike Britanije, Njemačke, Albanije, San Marina, Cipra i Rumunjske.